# Шевчук, Ольга Васильевна
Ольга Васильевна Шевчук (род. 26 апреля 1947, Перетоки, Львовская область) — украинская советская деятельница, звеньевая колхоза имени Лопатина Сокальского района Львовской области. Депутат Верховного Совета СССР 9-го созыва.

## Биография
Родилась в крестьянской семье. Закончила восьмилетнюю школу в селе Перетоки. В 1967 году окончила Вишнянский сельскохозяйственный техникум плодоовощеводства Львовской области.
С 1967 по 1970 год — агроном-овощевод колхоза имени Горького села Победа Сокальского района Львовской области.
С 1970 года — звеньевая овощеводческой бригады колхоза имени Лопатина села Перетоки (центральная усадьба — в селе Скоморохи) Сокальского района Львовской области. Выращивала высокие урожаи овощей.
В 1974 году закончила заочно Львовский сельскохозяйственный институт.
Потом — на пенсии в селе Перетоки.

## Награды
- орден Трудового Красного Знамени
- орден Октябрьской Революции
- медали